# The Grace EPs
The Grace EPs kompilacijski je album američkog glazbenika Jeffa Buckleya, koji izlazi u studenom 2002.g. Na albumu se nalazi kompilacija od pet EP-ova, dva iz Peyote Radio Theatre i So Reala i prijašnja promotivna izdanja.

## Popis pjesama
- Disk prvi (Peyote Radio Theatre)

1. "Mojo Pin"
2. "Dream Brother (Nag Champa Mix)"
3. "Kanga-Roo"

- Disk drugi (So Real a.k.a Live at Nighttown)

1. "So Real (uživo)"
2. "Grace (uživo)"
3. "Dream Brother (uživo)"

- Disk treći (Live from the Bataclan)

1. "Dream Brother (uživo)"
2. "The Way Young Lovers Do (uživo)"
  - Sadrži još kratku improvizaciju na skladbi "Ivo" od Cocteaua Twinsa  – 9:10
3. "Je N'en Connais La Fin/Hymne A L'Amour (uživo)"
4. "Hallelujah (uživo)"

- Disk četvrti (The Grace EP)

1. "Grace"
2. "Grace (uživo)"
3. "Mojo Pin (uživo)"
4. "Hallelujah (uživo)"
5. "Tongue"

- Disk pet (Last Goodbye)

1. "Last Goodbye"
2. "Mojo Pin (uživo)"
3. "Kanga-Roo"
4. "Lost Highway (uživo)"

## Vanjske poveznice
- discogs.com - Jeff Buckley - The Grace EPs